# Michel Odieuvre

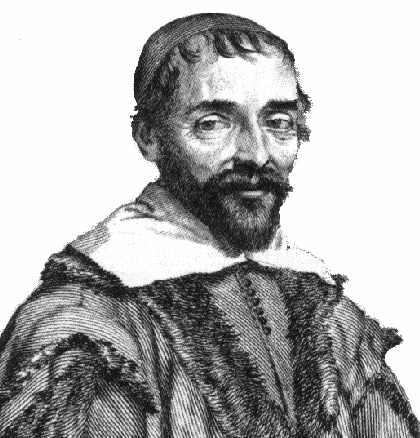
Gravure de Pierre Gassendi par Claude Mellan éditée par Odieuvre.

Michel Odieuvre, né à Romilly-la-Puthenaye en 1687, mort à Rouen le 9 aout 1756, est un peintre, graveur et marchand d’estampes français.

## Biographie
D’abord tailleur, ensuite peintre, puis marchand de tableaux et de gravures, Odieuvre acquit surtout une grande réputation en faisant graver, à ses frais, une suite de 600 portraits de personnages célèbres, destinés à enrichir l’Europe illustre composé de notices par Dreux du Radier, qui parut de 1755 à 1756, 6 vol. gr. in-8°.
Pierre-François Basan travailla chez lui.
Il publia principalement des séries de portraits de personnages illustres, réunis en collections ou vendus isolément pour servir à illustrer divers ouvrages historiques, employant à ces tâches quelques-uns des plus célèbres graveurs de son époque.
Quatre principaux recueils renferment l’œuvre iconographique entreprise par Odieuvre : Les Portraits des personnes illustres, parus en 1735 ; le Recueil de portraits des rois de France depuis Pharamond jusqu’à Louis XV, publié en 1738 (65 portraits) ; la suite des Empereurs d’Allemagne (1747) ; et l’Europe illustrée.
Jean-Georges Wille, qui travailla pour lui, a laissé, dans quelques pages de ses Mémoires, un croquis de son intérieur.